# Niobium(V)bromide
Niobium(V)bromide is een anorganische verbinding van niobium en broom, met als brutoformule NbBr5. De stof komt voor als rode tot zwarte kristallen, die oplosbaar zijn in water.